# Kuqa He
Kuqa He (kinesiska: 库车河) är ett vattendrag i Kina. Det ligger i den autonoma regionen Xinjiang, i den nordvästra delen av landet, omkring 450 kilometer sydväst om regionhuvudstaden Ürümqi.
Genomsnittlig årsnederbörd är 125 millimeter. Den regnigaste månaden är juni, med i genomsnitt 34 mm nederbörd, och den torraste är april, med 1 mm nederbörd.